# شورای اسلامی استان اصفهان
شورای اسلامی استان اصفهان یک شورای استان در استان اصفهان است. دبیرخانه شورای اسلامی استان اصفهان در خیابان استانداری اصفهان است. یکی از اجلاس‌های آن در محل مرکز همایش‌های بین‌المللی اصفهان برگزار شده است.

## اعضای شورا
- ابراهیم شاهمرادی از تیران و کرون
- اسماعیل قاراخانی از مبارکه
- اکبر زندی از گلپایگان
- ایرج منصورزاده از سمیرم
- جواد توحیدی راد از آران و بیدگل
- حسام نظری از فلاورجان
- حسنعلی مبینی نژاد از اصفهان
- حسین باقری از اردستان
- حسین میرزاییان از نطنز
- سروش بابایی از برخوار
- سعید اصلانی از کاشان
- سلمان میرزایی از مشاور و مدیر روابط عمومی شورا
- عباس قرقانی از شهرضا
- عباس محمد صالحی از فریدن
- عبداله کیانی از خمینی شهر
- علی کیخایی از بویین میاندشت
- فریبرز شجاعی از چادگان
- قدرت‌اله یعقوبی از دهاقان
- مجتبی نیرومند از شاهین شهر
- محمد ارباب از کاشان
- محمد باتوانی از لنجان
- محمد پاکروان از نایین
- محمد تقی اورعی از خوانسار
- محمد واحدی از خور و بیابانک
- مهران صادقی از نجف آباد
- یاسر کلاهدوز از مشاور و دبیر شورا